# Pervomaiivka, Verhnii Rohaciîk
Pervomaiivka (în ucraineană Первомаївка) este localitatea de reședință a comunei Pervomaiivka din raionul Verhnii Rohaciîk, regiunea Herson, Ucraina.

## Demografie
Componența lingvistică a localității Pervomaiivka
     Ucraineană (88,23%)
     Rusă (8,66%)
     Alte limbi (0,41%)
Conform recensământului din 2001, majoritatea populației localității Pervomaiivka era vorbitoare de ucraineană (88,23%), existând în minoritate și vorbitori de rusă (8,66%) și armeană (2,64%).